# Knoopdiagram

Voorbeeld van een knopendiagram

In de knopentheorie, een deelgebied van de topologie, is een knoopdiagram een projectie van een inbedding van een knoop op een vlak dat zodanig wordt gekozen dat het beeld zichzelf maar een eindig aantal keren snijdt in duidelijk gescheiden kruispunten. Op de kruisingen wordt duidelijk aangegeven welke streng boven en welke streng onder de andere passeert. De onderbroken streng gaat onder de andere streng door.
- MathWorld. Knot Diagram.